# Xianjie (köpinghuvudort i Kina, Yunnan Sheng, lat 24,86, long 102,42)
Xianjie (kinesiska: 县街) är en köpinghuvudort i Kina. Den ligger i provinsen Yunnan, i den sydvästra delen av landet, omkring 35 kilometer sydväst om provinshuvudstaden Kunming. Antalet invånare är 25 979. Befolkningen består av 12 309 kvinnor och 13 670 män. Barn under 15 år utgör 19,0 %, vuxna 15-64 år 70 %, och äldre över 65 år 10,0 %.
Runt Xianjie är det tätbefolkat, med 257 invånare per kvadratkilometer. Närmaste större samhälle är Lianran, 9,6 km nordost om Xianjie. Trakten runt Xianjie består till största delen av jordbruksmark.
Genomsnittlig årsnederbörd är 912 millimeter. Den regnigaste månaden är juni, med i genomsnitt 182 mm nederbörd, och den torraste är februari, med 9 mm nederbörd.